# Shigemitsu Egawa
Shigemitsu Egawa (født 31. januar 1966) er en tidligere japansk fodboldspiller.
Han har spillet for flere forskellige klubber i sin karriere, herunder Honda FC, Nagoya Grampus Eight og Vissel Kobe.